# Ancylotrypa fasciata
Ancylotrypa fasciata är en spindelart som beskrevs av Fage 1936. Ancylotrypa fasciata ingår i släktet Ancylotrypa och familjen Cyrtaucheniidae.
Artens utbredningsområde är Kenya. Inga underarter finns listade i Catalogue of Life.